# نقشک میانجی
نقشک میانجی (نام علمی: Chersonesia intermedia) نام یک گونه از سرده نقشک‌ها است.